# Berilo de Bostra
Berilo de Bostra foi um bispo de Bostra cujos escritos se perderam, mas é principalmente lembrado por negar a pré-existência de Cristo, e também pelo monarquianismo, a negação da divindade independente de Cristo. De acordo com Eusébio, ele estava entre os "religiosos eruditos" (Hist. Eccl. VI, 20) do período. Seus escritos e cartas foram mantidos na biblioteca criada por Alexandre de Jerusalém, mas não foram preservados. Orígenes disputou com Berilo nos Concílios da Arábia sobre o monarquianismo entre 246 e 247 e parece tê-lo persuadido, embora ele possa ter mantido sua visão sobre a pré-existência. 